# Síndrome de Chédiak-Higashi
El síndrome de Chédiak–Higashi es una enfermedad genética de transmisión autosómica recesiva que afecta múltiples sistemas del cuerpo y se origina por la mutación en un gen regulador del tráfico lisosomal (LYST). Se presenta en humanos, ganado bovino, tigres, gatos persas y orcas.

## Epónimo
El nombre se le puso en honor al médico cubano Moisés Chediak Ahuayda y el pediatra japonés Otokata Higashi. En Whonamedit también los denominan como síndrome de Béguez César

## Patología
Afecta el sistema inmune por el defecto en la función fagocitaria debido al fallo en la formación de los fagolisosomas en los neutrófilos, lo que impide la destrucción de las bacterias fagocitadas. Adicionalmente está afectada la función de las células T citotóxicas.
Se presentan grandes vesículas lisosomales en los neutrófilos (patognomónico en el frotis sanguíneo), las cuales tienen una función bactericida, la función anormal incrementa la susceptibilidad a infecciones, anormalidades en la estructura nuclear de los leucocitos, anemia y hepatomegalia.

## Diagnóstico
El diagnóstico se realiza a partir de la observación de extendidos de médula ósea que muestran cuerpos de inclusión gigantes en las células precursoras de los leucocitos. También puede detectarse en la época prenatal mediante una muestra de pelo o sangre fetal.

## Etiopatogenia
El síndrome de Chédiak–Higashi es un trastorno autosómico recesivo, causado por la mutación del gen LYST (lysosome trafficking regulator), de ubicación 1q42.
Este gen contiene la codificación para la síntesis de la proteína conocida como regulador de tráfico lisosomal. Se cree que esta proteína juega un papel en el transporte de materiales hacia las estructuras llamadas lisosomas. Estos actúan como centros de reciclaje dentro de la célula y usan enzimas para degradar sustancias tóxicas, bacterias y componentes celulares inservibles. A pesar de que se conoce que esta proteína está involucrada en la función normal de los lisosomas, su papel exacto no se conoce.

## Distribución
Es frecuente en ciertas zonas como Asia, Cuba, y en una zona rural de Táchira, Venezuela, llamada " Pregonero".

## Clínica y síntomas
Los pacientes con el síndrome tienen la piel delgada (aspecto plateado o escarchado), albinismo parcial oculo cutáneo, el pelo plateado, de este conjunto de signos la denominación de "Niños Grises", como se los conoce en Venezuela y en otras regiones. Con frecuencia sufren de sensibilidad a la luz solar y fotofobia. Son comunes las afecciones neurológicas e infecciosas. las infecciones afectan las mucosas, piel y tracto respiratorio. Los niños afectados son susceptibles a infecciones por bacterias gram positivas y gram negativas y hongos, siendo Staphylococcus aureus el organismo que los afecta con mayor frecuencia. Estas infecciones son muy serias y usualmente amenazan la vida, llegando pocos afectados a la edad adulta. Los problemas neurológicos pueden presentarse, comienzan en la juventud, pueden convertirse en el problema más serio.
El hallazgo hematológico más frecuente es la neutropenia, con los agregados lisosomales patognomónicos en el frotis sanguíneo. También se asocia con enfermedades periodontales de la dentición decidua. Puede existir sangrado por deficiencia plaquetaria. La morbimortalidad se vincula preferentemente a infecciones y/o trastornos linfoproliferativos.

## Tratamiento
No existe un tratamiento específico para esta patología.
El trasplante de médula ósea está siendo comunicado como exitoso en algunos pacientes.
Se realiza tratamiento antibiótico de los procesos infecciosos y el drenaje de abscesos cuando la situación lo requiere.
Se usan antivirales en fases tardías de la enfermedad, esteroides, ciclofosfamida, y vitamina C que mejora la función inmune y la coagulación en algunos pacientes.